# Fairy Cube
Fairy Cube (妖精標本 フェアリー キューブ Yōsei Hyōhon) es una serie de manga escrita e ilustrada por Kaori Yuki. En 2005, este conjunto de historias cortas se publicaron en la revista Hana To Yume. La obra, compuesta por tres tomos publicados entre octubre de 2005 y julio de 2006, toma elementos de la mitología céltica en el escenario y en los personajes.

## Argumento
Ian es un niño especial, ya que tiene la capacidad de ver hadas. Parece tener un hermano gemelo llamado Tokage, que solo él puede ver, y un par de alas marcadas en la espalda. Este par de alas fueron borradas de su piel por su padre por medio de quemaduras para prevenir que "volara" de su lado, como había hecho su esposa en el pasado. Ha ocurrido en la ciudad una serie de asesinatos, estos se conocen como "los asesinatos de las Hadas" porque las víctimas tienen la espalda abierta de manera que la sangre chorreo y da la apariencia de alas. Rin, que en alguna vez fue la mejor amiga de Ian, regresa a la ciudad y Tokage lo mete en problemas; lentamente Ian comienza a desenredar su pasado y a descubrir quién es realmente y a resolver los "asesinatos de las hadas".

## Personajes
- Ian Hasumi(羽住衣杏, Hasumi Ian)

Desde muy pequeño Ian ha tenido la capacidad de ver a las hadas y seres similares. Después de que su madre Kureha, a quien recuerda con cabello verde y ojos rojos, dejó a su padre, Ian ha teniado que pasar por mucho dolor. Tiene unas marcas en su espalda que parecen unas alas. Él ama a Rin porque es la única que cree en la existencia de las hadas y su mundo y le da a Ian la fuerza para llegar ahí. Constantemente seguía a Tokage, haste que él murió y Tokage tomo su cuerpo. El espíritu de Ian tiene que conseguir ahora un cuerpo para poder vengarse y poder recuperar todo lo que le pertenece.
- Tokage (トカゲ, Tokage)

Un niño de ojos rojos y cabello verde, Ian lo llamó Tokage después de que vio un lagartija cuando era pequeño (en japonés tokage significa lagartija). él odia a Ian y hace todo lo posible por lastimarlo y meterlo en problemas. Puede volcar las cosas, aparecer y desaparecer cuando quiere. Después de que Ian consigue de Kaito un "Cubo de Hada" una extraña marca se extiende desde su mejilla derecha a través de su ojo derecho hacia su frente, la misma marca que posee el hada que está en el cubo. Cuando Ian muere, Tokage se apodera de su cuerpo. Sus ojos rojos y cabello verde son invisibles para los humanos.
- Rin Ishinagi (石椛鈴, Ishinagi Rin)

Una chica de cabello negro. Su padre es un adicto al trabajo, quien rara vez visitaba a su familia mientras ésta seguía unida. Él trató de proteger a Rin de su madre, la cual constantemente la golpeaba, pero falló. Es la mejor amiga que tuvo Ian en su infancia, él le mostró a ella su mundo de hadas y sus marcas en la espalda, cuando la madre de Rin los encontró ellos fueron separados, el padre de Ian despidió al padre de Rin quien era su editor así que ellos se tuvieron que mudar. Hace poco volvió y fue transferida a la escuela de Ian, al mismo tiempo que sus padres se divorciaban, tuvo que cambiar su nombre de Haida a Ishinagi. Está resentida con sus padres y con los adultos en general. Ella confía y cree en Ian, igual que cuando eran niños. Con sus poderes (de Rin) Ian le puede enseñar el mundo de las hadas Debido a que su vida real esta llena de tristeza y violencia, ella quiere encontrar la entrada hacia el mundo mágico de las hadas junto con Ian.
- Datos: Q1393461